# Colin Campbell (geólogo)
Colin J. Campbell (Berlín, República de Weimar, 24 de julio de 1931-Ballydehob, Condado de Cork, 13 de noviembre de 2022) fue un geólogo británico con especialidad en la exploración petrolífera.
En 1998, con su artículo El Fin del Petróleo Barato, Campbell predijo que la producción mundial de petróleo llegaría a su cenit en torno al año 2007. En sus predicciones, afirmó que las consecuencias son inciertas pero drásticas, debido a la gran dependencia del mundo en los combustibles fósiles.
En el año 2000 Campbell fundó la Asociación para el Estudio del Pico del Petróleo y del Gas (ASPO, por sus siglas en inglés), una red de científicos e instituciones con interés en la determinación de la fecha y el impacto del pico y la caída de la producción mundial de petróleo y de gas.

## Estudios y primeras actividades
Campbell estudió Geología en el Wadham College de la Universidad de Oxford. Trabajó como geólogo del petróleo tanto en estudios de campo, como en puestos de gerencia o consultor en varias compañías e instituciones: la Universidad de Oxford, Texaco, British Petroleum, Amoco, Shenandoah Oil, Norsk Hydro, y Petrofina; y trabajó con los gobiernos de Bulgaria y Suecia.
Fundó la Asociación para el Estudio del Pico del Petróleo y del Gas (ASPO), y fue fideicomisario del Centro de Análisis del Agotamiento del Petróleo de Londres, otra entidad para el estudio del cenit del petróleo. Llevó a cabo investigaciones sobre el pico del petróleo, y también trató de crear conciencia pública sobre el tema.

## Investigaciones iniciales
El más famoso investigador sobre el pico del petróleo, M. King Hubbert, predijo en 1956 que la producción petrolera alcanzaría su punto máximo en los Estados Unidos entre los años 1965 y 1970. Finalmente, la producción de petróleo de EE. UU. alcanzó su punto máximo en 1970.
La teoría de Hubbert se hizo popular durante las crisis energéticas de 1973 y 1979. En diciembre de 2000, Colin Campbell advirtió en una conferencia celebrada en la Universidad de Tecnología de Clausthal, Alemania, que:

"Hay, creo, un fuerte peligro de intervenciones militares imprudentes para tratar de asegurar el petróleo. Una caída de la bolsa parece inevitable, tal y como dicen  algunos administradores de inversiones. El mercado mundial puede colapsar debido a los altos costos de transporte y la recesión global. La autosuficiencia se convertirá en una prioridad."

## Debate actual
El descubrimiento de petróleo mundial alcanzó su punto máximo en 1964, y desde principios de 1980 la producción de petróleo ha superado los nuevos descubrimientos.
Según Campbell:
- No hay nuevos yacimientos potenciales suficientemente grandes para reducir esta futura crisis energética.

- Las reservas de petróleo denunciados de muchos países de la OPEP están inflados, para aumentar sus cuotas, o mejorar su oportunidad de conseguir un préstamo del Banco Mundial.

- La práctica de añadir poco a poco los nuevos descubrimientos a la lista de las reservas probadas del país, en lugar de todos a la vez, se infla artificialmente la tasa actual de descubrimiento.

En 1989 Campbell afirmó que habría una escasez hacia finales de 1990. En 1990 afirmó que 1998 representaría el "punto medio de la producción." Estas primeras evaluaciones fueron, sin embargo, según el propio Campbell, "basada en datos de dominio público, previos a que se apreciara que la información dada por la industria y los gobiernos era errónea." Desde entonces, Campbell predijo que el pico de producción de petróleo causaría una depresión económica mundial catastrófica.